# Josef Krysta
Josef Krysta (ur. 24 października 1956 w Czeskim Cieszynie) – czechosłowacki zapaśnik walczący w stylu klasycznym. Dwukrotny olimpijczyk. Szósty w Moskwie 1980 i ósmy w Montrealu 1976. Startował w kategorii 57 kg
Wicemistrz świata w 1981 i czwarty w 1983. Trzykrotnie sięgał po medal na mistrzostwach Europy. Tytuł wicemistrza starego kontynentu wywalczył w 1982. Sześciokrotny mistrz kraju, w latach 1977-1982.
- Turniej w Montrealu 1976

Pokonał Joe Sade z USA i Krasimira Stefanowa z Bułgarii, a przegrał z Japończykiem Yoshimą Sugą i Mihai Boțilă z Rumunii.
- Turniej w Moskwie 1980

Zwyciężył Gyula Molnára z Węgier, a przegrał z Józefem Lipieniem i Szamilem Serikowem z ZSRR.